# Delphine Chanéac
Pour les articles homonymes, voir Chanéac (homonymie).
 (décembre 2024).
Delphine Chanéac, née le 14 novembre 1978 à Paris, est une actrice et autrice française.
Elle débute à la télévision puis se fait connaître du grand public grâce à des productions à l'étranger notamment aux États-Unis.

## Biographie

### Débuts télévisuels et révélation (années 2000)

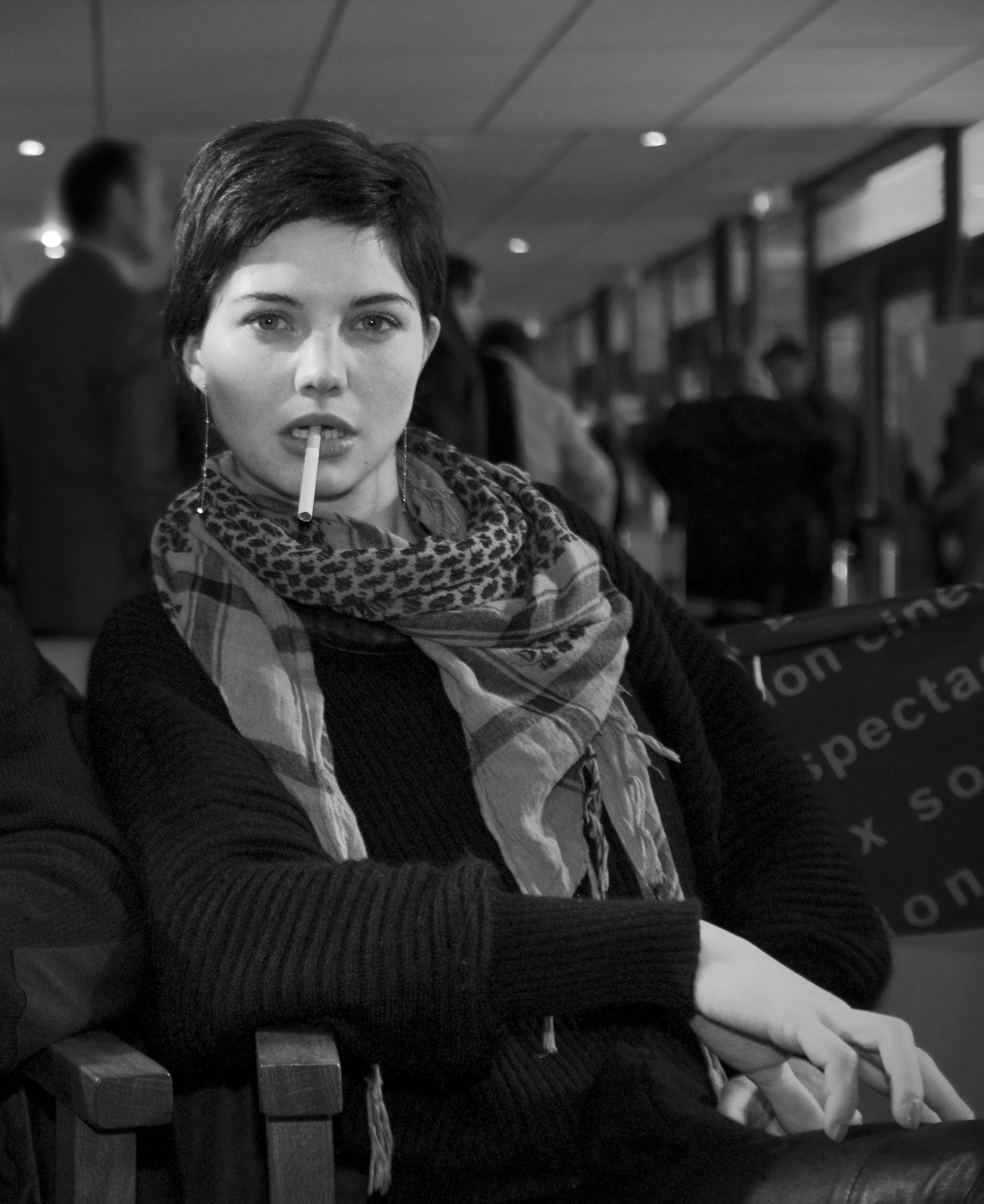
Delphine Chanéac en 2008.

Elle commence sa carrière d'actrice à la télévision en 1996, à l'âge de 18 ans. Elle enchaîne ensuite les apparitions dans diverses séries télévisées.
C'est au milieu des années 2000 qu'elle se fait remarquer : après une douzaine d'épisodes de la série La Vie devant nous diffusés entre 2002 et 2003, elle décroche le rôle secondaire de Marjorie dans la comédie populaire Brice de Nice, portée par Jean Dujardin. Le film est un joli succès commercial de l'année 2005. La comédienne est alors choisie par la chaîne M6 pour être la tête d'affiche de sa saga de l'été 2006, Laura.
En 2007, elle collabore avec Cali pour l'écriture de son premier album.
En tant qu'actrice, elle décide alors de faire des castings étrangers : en 2008, elle joue dans la mini-série allemande Die Patin - Kein Weg zurück. Elle est surtout choisie pour incarner Dren, la créature humanoïde dans le film de science-fiction Splice du réalisateur canadien Vincenzo Natali, sorti en 2009. L'actrice partage l'affiche de cette ambitieuse œuvre avec l'acteur américain Adrien Brody et la canadienne Sarah Polley. Les critiques sont très bonnes , le film fait parler de lui aux États-Unis et en Asie, malgré un box-office décevant.
En 2012, elle se voit confier un rôle principal dans la première saison de la série d'action Le Transporteur, adaptée de la trilogie cinématographique à succès produite par Luc Besson. La série est cependant renouvelée en saison 2 avec un nouveau casting autour de l'acteur principal.

### Passage au second plan (années 2010)
Elle poursuit donc sa carrière entre téléfilms et séries B étrangères comme le téléfilm suisse L'Amour vache (2010) et sa suite, L'Amour encore plus vache (2011), tous deux réalisés par Christophe Douchand. Et en France, elle apparait dans un épisode de la série Youtube 10 Minutes à perdre, parodiant le film The Artist, dans une vidéo intitulée The Fartist.
En 2012, elle est l'ambassadrice du champagne Nicolas Feuillatte.
Elle participe aussi à des émissions télévisées durant cette période : en 2013, elle participe à l'émission Un Air de Star où elle imite des personnalités comme Kylie Minogue ou Bonnie Tyler. Et l'année suivante, elle participe et gagne l'émission de NRJ 12 Les People passent le bac.
En 2015, elle est la tête d'affiche du film à petit budget, Tu es si jolie ce soir, de Jean-Pierre Mocky. Celui-ci fait de nouveau appel à elle l'année suivante pour Rouges étaient les lilas.
Finalement, en 2017, elle rejoint le casting de la série quotidienne de TF1, Demain nous appartient, menée par Ingrid Chauvin et Lorie Pester, pour une vingtaine d'épisodes.
À la fin des années 2010, elle tourne avec des cinéastes italiens pour des films et courts métrages.

### Vie privée
Depuis juin 2007, Delphine Chanéac est engagée au profit de l'association humanitaire Caméléon, qui protège et réhabilite des jeunes filles des Philippines, victimes d'abus sexuels et de maltraitance. C'est pour cette même association qu'elle participe pour la seconde fois le 28 juillet 2007 au jeu télévisé Fort Boyard, après y avoir participé en 2003, aux côtés des animateurs Laurent Artufel, Virginie Guilhaume et Abdel Alaoui, le comédien Bruno Putzulu et la chanteuse Mélissa Merchiche. Ils récoltent 21 430 €, soit le plus gros gain de la saison.
En octobre 2015, elle annonce la naissance de son fils, nommé Ethan.

## Filmographie

### Cinéma

#### Longs métrages
- 2000 : In extremis de Étienne Faure : Sophie
- 2005 : Brice de Nice de James Huth : Marjorie
- 2006 : Incontrôlable de Raffy Shart : Laura
- 2006 : La Panthère rose (The Pink Panther) de Shawn Levy : Ticket Checker
- 2010 : Splice de Vincenzo Natali : Dren
- 2010 : Verso de Xavier Ruiz : Anja Lagrange
- 2010 : The Big Black d'Olivier Kyr : Eve
- 2011 : For the Love of Money d'Ellie Kanner : Aline
- 2011 : The World of Hemingway de Giuseppe Recchia : Margot Hemingway
- 2014 : Kickback de Franck Phelizon : Rosemary Kaplan
- 2015 : Tu es si jolie ce soir de Jean-Pierre Mocky : Déborah Robinson
- 2016 : Uchronia de Christophe Goffete : L'hôtesse de l'agence
- 2016 : Rouges étaient les lilas de Jean-Pierre Mocky : Charlotte Lenoir
- 2019 : Jungle Jihad de Nadir Ioulain : Agent de la DCRI
- 2020 : Il patto de Giuseppe Recchia

#### Courts métrages
- 2002 : L'R2 rien de Patrick Puydebat
- 2004 : Bertrand devant l'éternel de Cédric Hachard : Cindy
- 2014 : Eve de Eric Gandois : Eve
- 2014 : Je suis coupable de Karine Lima : Fille 1
- 2015 : Temps mort de Jean-Francois Taver et Mathieu Dihn
- 2016 : Skin of the Night de Alexandre Ubeda : Lola
- 2019 : Je suis le partage 2.0 de Sofiane Benamara

### Télévision

#### Téléfilms
- 2000 : Chacun chez soi d'Élisabeth Rappeneau : Annie
- 2001 : Pas vu, pas pris de Dominique Tabuteau : Karine
- 2003 : Retour aux sources de Didier Grousset : Éléonore
- 2006 : Laura de Jean-Teddy Filippe : Laura Fontane
- 2007 : Train hôtel de Lluís Maria Güell : Chloé
- 2008 : Die Patin - Kein Weg Zurück de Miguel Alexandre : Marie Almeda
- 2010 : L'Amour vache de Christophe Douchand : Lili
- 2011 : L'Amour encore plus vache de Christophe Douchand : Lili
- 2011 : Demain je me marie de Vincent Giovanni : Manon
- 2021 : Service volé de Jérôme Foulon : Delphine

#### Séries télévisées
- 1995 : Les Nouvelles Filles d'à côté (1 épisode : Rendez-vous secrets) : Virginie
- 1996 : Jamais deux sans toi...t (1 épisode) : Ophélie
- 1997 : Papa revient demain : Fanny
- 1997 : Sous le soleil (Saison 2 Épisode 8 « Sexe, mensonge et calomnie ») : Charlotte Lacroix
- 1998 : Les Vacances de l'amour (saison 3, épisode 39 : De bien sales draps  d'Emmanuel Fonlladosa : Daphné
- 1999 : Un homme en colère (1 épisode) : Claire
- 2000 : Le G.R.E.C. (1 épisode)
- 2000 : Les Vacances de l'amour (Saison 4, épisode : Une autre histoire) : Sophie
- 2000 : Une femme d'honneur (1 épisode) : Barbara
- 2000 : B.R.I.G.A.D. (1 épisode) : Chloé Bertier
- 2001 : Julie Lescaut (saison 10, épisode 4 Beauté fatale d'Alain Wermus) : Jennifer/Tina
- 2001 : Les Cordier, juge et flic (Saison 8, épisode 3 : Saut périlleux) : Cécile
- 2002 : Le Grand Patron (1 épisode) : Emma
- 2002 : SOS 18 (1 épisode) : Élodie Le Goff
- 2002 : Louis la Brocante (1 épisode) : Sabine
- 2002 - 2003 : La Vie devant nous (6 épisodes) : Pauline
- 2003 : Lola, qui es-tu Lola ? (saison 1) : Inès
- 2004 : Léa Parker (1 épisode)
- 2005 : Diane, femme flic (1 épisode) : Alice
- 2005 : Inséparables (1 épisode) : Hélène
- 2007 : Madame Hollywood (saison 1) : Sybille
- 2008 : Duval et Moretti (1 épisode) : Katia
- 2011 : The Fartist, de 10 minutes à perdre : Peppy Miller
- 2012 : Le Transporteur (Saison 1, 12 épisodes) : Juliette Dubois
- 2013 : Petits secrets entre voisins (Saison 1, épisode 5 : Secret de champion)
- 2014 : Le sang de la vigne (Saison 4, épisode Le mystère du vin jaune) : Nancy Marigny
- 2014 : Section de recherches (épisode Barbe-Bleue) Magali Portier
- 2015 : Camping paradis (épisode Le séminaire) : Delphine Laplace
- 2015 : Cherif (saison 3) : Elodie Mansard
- 2016 : Famille d'accueil (épisode L'Enfant de la rue) : Pauline
- 2017 : Petits secrets entre voisins (saison 5 : Une sœur trop jolie) : Cathy
- 2017 : Demain nous appartient : Amélie (Lili) Paquin
- 2019 : Myster Mocky présente, épisode Entre deux femmes de Jean-Pierre Mocky
- 2024 : Plus belle la vie, encore plus belle : Cécilia Lopes

## Théâtre
- 2016 : Welcome à Saint Tropez de Rémi Rosello au Palace

## Émissions de télévision
- 2006 : Mélinda, entre deux mondes sur TF6 : animatrice
- 2010 : Les Dossiers de Syfy sur Syfy : animatrice
- 2013 : Un air de star sur M6 : candidate
- 2014 : Les people passent le bac : candidate
- 2015 : Unique au monde, présenté par Erika Moulet, sur NRJ12 : chroniqueuse

## Distinctions
- 2010 : Nomination Fangoria Chainsaw Awards de la meilleure actrice dans un rôle secondaire (Best Supporting Actress) pour Splice

## Publications
- La nuit, mon père me parle, Paris, Éditions Michel Lafon, 2007, 182 p. (ISBN 978-2-7499-0596-9)
- Ce qu'il reste de moi : roman, Paris, Éditions l'Archipel, février 2010, 159 p. (ISBN 978-2-8098-0234-4)